# Stabilizator (chemia)
Stabilizator – substancja chemiczna, umożliwiająca utrzymanie właściwości fizykochemicznych innych substancji, do których dodawana jest w niewielkich ilościach, zapobiegająca lub opóźniająca samorzutne i niekorzystne przemiany chemiczne, np.: żywności, leków, zawiesin, emulsji.
Stabilizator może być inhibitorem reakcji chemicznych (głównie antyutleniaczem) i może osłabiać działanie czynników termicznych, hydrolitycznych, biologicznych i świetlnych.